# Heterogamus oculatus
Heterogamus oculatus är en stekelart som först beskrevs av Szepligeti 1900.  Heterogamus oculatus ingår i släktet Heterogamus och familjen bracksteklar. Inga underarter finns listade i Catalogue of Life.